# Галлюциногенные грибы

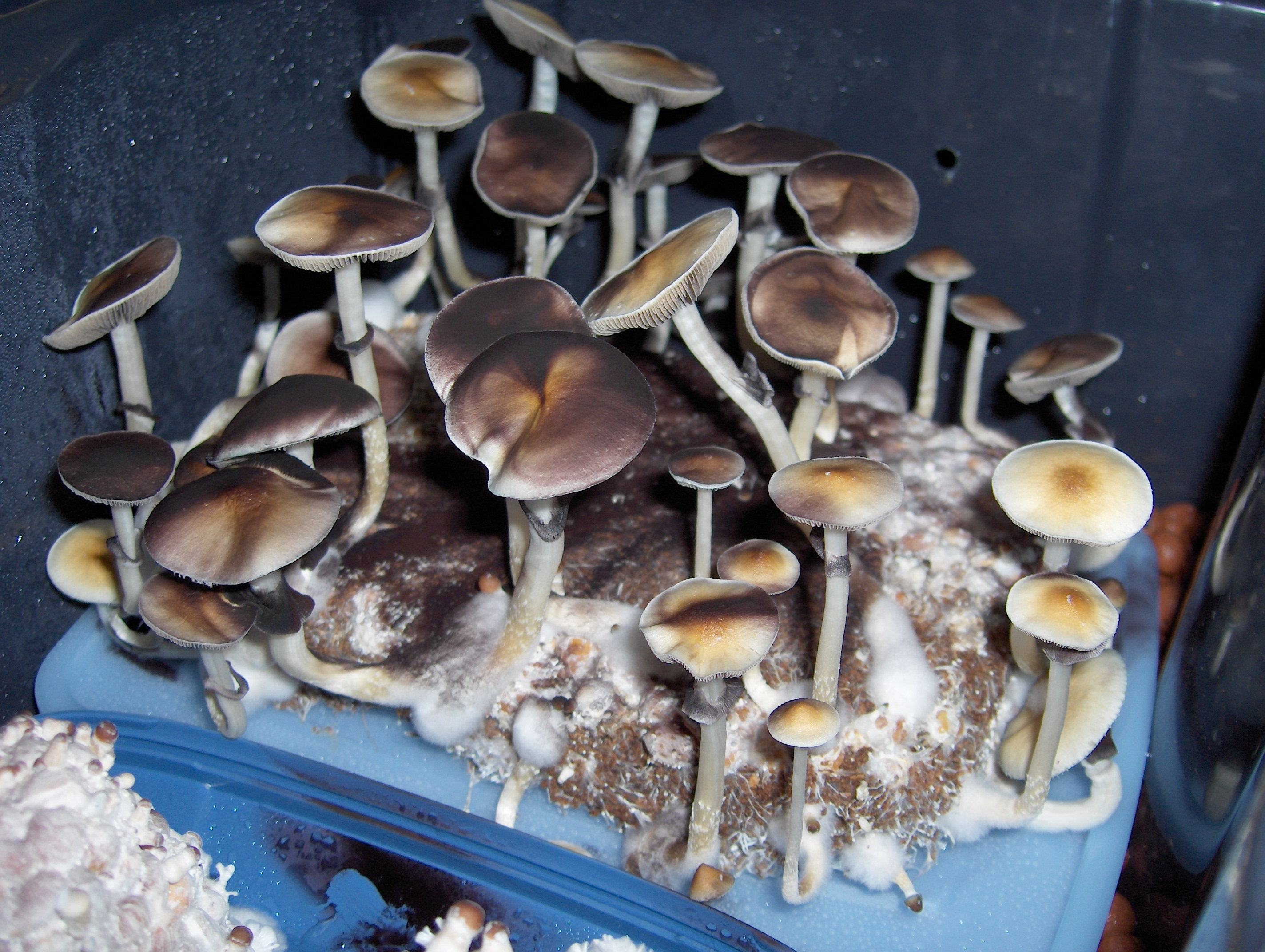
Псилоцибе кубинская, выращиваемая в помещении

Галлюциноге́нные грибы́ — общепринятое название видов грибов, плодовые тела которых содержат галлюциногенные (психоделические) вещества. Употребление таких грибов оказывает влияние на сознание, психику, вызывает переживания, называемые психоделическим опытом, или трипом.
В древности галлюциногенные грибы употреблялись человеком в качестве энтеогенов при проведении религиозных церемоний, а также в небольших дозах как психостимуляторы.
Согласно некоторым источникам, регулярное неконтролируемое употребление психогенных грибов может приводить к опасным негативным последствиям как для психики, так и для физического здоровья. По результатам других исследований, какой-либо связи между употреблением псилоцибиновых грибов и нарушениями психического здоровья выявлено не было.

## Исторические сведения
Человечеству с древности известны психотропные свойства некоторых грибов, чему сохранилось множество археологических свидетельств. Таким грибам приписывались магические свойства и они употреблялись при проведении религиозных ритуалов.
Древнейшие наскальные изображения ритуалов, в которых использовались психоактивные грибы, известны в Африке и имеют возраст 6500—9000 лет. Такие рисунки известны в Алжире (Тассилин-Аджер), в Ливии (горы Тадрарт-Акакус), Чаде (плато Эннеди), Египте (Джебель-Оунат, en:Jebel Uweinat).
В Индии (штат Керала, близ деревни Черманангад) существуют мегалиты в виде грибов возрастом более 3000 лет, которые носят название kudakallu — «зонтичные камни». В Риг-веде около тысячи гимнов посвящено священному опьяняющему напитку «сома», который, по мнению Р. Г. Уоссона (1968), готовился из красных мухоморов. Древние индийцы считали, что сома позволяет сохранить здоровье, продлевает жизнь, и человек, употребляющий напиток, сливается с божеством. Однако связь между сомой и kudakallu не выяснена, эти сооружения были поставлены в эпоху дравидийской цивилизации, существовавшей в Индии до прихода ариев.
Психотропные грибы (зёрна пшеницы, заражённые спорыньёй) предположительно использовались и в древней Греции в церемониях Элевсинских таинств.

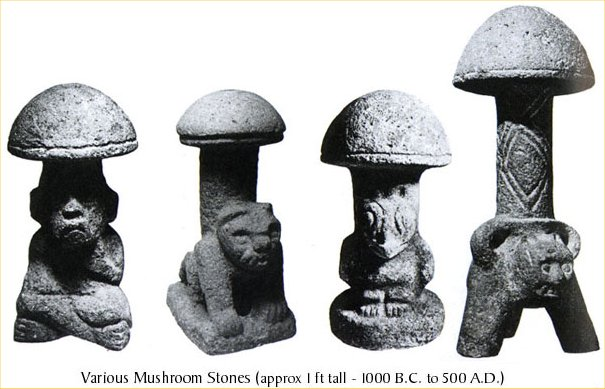
Статуэтки в форме грибов, созданные индейцами майя (1000 до н. э. — 500 н. э.)

Распространено было употребление психогенных грибов у индейцев доколумбовой Мексики и Центральной Америки. Так, красный мухомор был священным грибом у древних майя, псило́цибе уже 3000 лет назад использовали в религиозных ритуалах ацтеки. Ацтеки называли эти грибы «теонана́катль» — «тело бога», и употребляли его только избранные и посвящённые. В Гватемале обнаружены капища возрастом более 2500 лет с изваяниями магического гриба с человеческим лицом. Ритуалы с использованием галлюциногенных грибов сохранились у центральноамериканских племён вплоть до настоящего времени.
Мухоморы использовались в средние века викингами, а также на протяжении столетий — шаманами северных народов, обитающих на Таймыре, Камчатке и Чукотке. Поедание мухоморов у этих народов было привилегией вождей и шаманов, остальные же пили их мочу, причём действие мочи сохраняется после «пропускания» её через 4—5 человек. Употребление мухоморов зависело от обычаев племени. Известно до 15 способов употребления мухоморов — их ели в сыром, жареном, печёном, сушёном виде, готовили экстракты и отвары, употребляли мясо наевшихся грибов северных оленей. В шаманских ритуалах использовали старые плодовые тела, охотникам же для повышения выносливости давали молодые нераскрывшиеся шляпки, очищенные от кожицы, в которой содержится наибольшее количество действующих веществ. Для европейцев употребление половины мухомора считается экстремальным, поедание 3 плодовых тел может оказаться смертельным, для народов же, традиционно употреблявших гриб, обычно разовое употребление 1—11 грибов и даже до 21.
В 1960—1970-х годах распространилось употребление «магических грибов» в Америке, которое затем перешло в Европу и приняло массовый характер. В конце XX — начале XXI века среди людей, употребляющих галлюциногены, использование грибов рода Psilocybe вытесняет другие природные психоделики.
В настоящее время популярность получили не только грибы класса агарикомицеты, но и сордариомицеты. Такой их представитель как кордицепс широко используется в изготовлении жиросжигающих препаратов.

## Виды и их действующие начала
Как галлюциногенные известны главным образом некоторые мухоморы и относительно большая группа видов из различных семейств порядка агариковых, плодовые тела которых содержат псилоцин и псилоцибин — так называемые «псилоцибиновые грибы». Из последних наибольшее значение имеет род Псилоцибе (Psilocybe) семейства строфариевых. Есть данные, что иногда в качестве энтеогена в древности использовалась спорынья, несмотря на её высокую общую токсичность и высокий риск смертельного отравления.

### Мухомор

Иботеновая кислота

Мусцимол

Галлюциногенные виды этого рода относятся к секции Amanita подрода Amanita (см. Систематика рода Мухомор). Галлюциногенное действие их обусловлено наличием иботеновой кислоты, некоторые виды могут содержать триптамины — буфотенин, диметилтриптамин (ДМТ) и 5-метоксидиметилтриптамин (5-MeO-ДМТ). Основные действующие вещества мухоморов токсичны, к тому же эти грибы обычно содержат и другие сильные яды, такие, как мускарин и их употребление может привести к смертельному отравлению.
При длительном хранении высушенных плодовых тел эти вещества постепенно разрушаются, в экземплярах, хранившихся 7 лет они уже не были выявлены.
- Мухомор красный (Amanita muscaria) — один из наиболее обычных и известных мухоморов. Суммарное содержание иботеновой кислоты и мусцимола в плодовых телах достигает 0,18 % от сухого веса[24][25]. Очень свежие плодовые тела могут не содержать мусцимола[26]. Содержит также небольшие количества мускарина и мусказона, этиламин, путресцин, мускаридин, мускофлавин, амавадин, стизолобиковую кислоту, ацетилхолин и некоторое количество гиосциамина, атропина и скополамина[24][27][28] (хотя более поздние исследования не подтвердили наличие гиосциамина, атропина и скополамина[1]).
- Мухомор пантерный (Amanita pantherina) также очень распространён и обычен, содержание в нём иботеновой кислоты — около 0,45 %, а мусцимола — до 0,2 % от веса свежих грибов[24][25]. Отравление пантерным мухомором во многом сходно с отравлением мухомором красным, однако имеет свои особенности, поэтому иногда рассматривается как характерный пантериновый синдром. Симптомы его напоминают острую алкогольную интоксикацию, переходящую затем в глубокий сон[29].
- Мухомор королевский (Amanita regalis) вызывает отравление, сопровождающееся галлюцинациями и потерей сознания, при помощи тепловой обработки нейтрализовать действие его ядов не удаётся[30].
- Мухомор поганковидный (Amanita citrina) и Мухомор серый (Amanita porphyria) содержат психотропные вещества триптаминового ряда — буфотенин, ДМТ и 5-MeO-ДМТ. Содержание действующих веществ в этих грибах невысокое (содержание буфотенина в мухоморе поганковидном не превышает 0,007 %), поэтому данные об отравлениях ими отсутствуют[23].

### Псилоцибиновые грибы

Псилоцибин

Псилоцин

Кроме представителей рода псило́цибе, псилоцибин обнаружен у некоторых грибов из родов Коноцибе (Conocybe), Агроцибе (Agrocybe), Панеолус (Panaeolus), Псатирелла (Psathyrella), Гимнопил (Gymnopilus), Copelandia, Волоконница (Inocybe):18—19.
Их действующим веществом является псилоцин, который попадает в организм непосредственно из плодовых тел, а также образуется в кишечнике при дефосфорилировании псилоцибина; приём эквимолярных количеств этих веществ оказывает одинаковое действие. Общая токсичность их невысока, LD50 псилоцибина составляет 280 мг/кг для крыс при внутривенном введении, для человека при оральном введении острая летальная доза около 14 г, что значительно превышает действующую дозу, вызывающую галлюцинации (1—14 мг). Встречается мнение, что псилоцибиновые грибы не следует относить к категории ядовитых грибов, однако, действие психотомиметиков рассматривается как отравление, к тому же грибы могут содержать другие действующие вещества, значительно более токсичные, поэтому в научной и популярной литературе их всё же относят к ядовитым. Всего известно около 200 видов псилоцибинсодержащих грибов. О наличии в плодовых телах псилоцина/псилоцибина или других диметилтриптаминов можно судить по косвенному признаку — посинению или позеленению мякоти при автооксидации. Предполагают, что при окислении этих веществ образуются окрашенные стабильные свободные радикалы.
При нагревании с водой до 87°С псилоцибин превращается в псилоцин,при нагревании выше 137°С или длительном кипячении психоактивные компоненты этих грибов разрушаются, и они становятся съедобными,но бессмысленными. При сушке теряется до 50 % активности псилоцибиновых грибов.

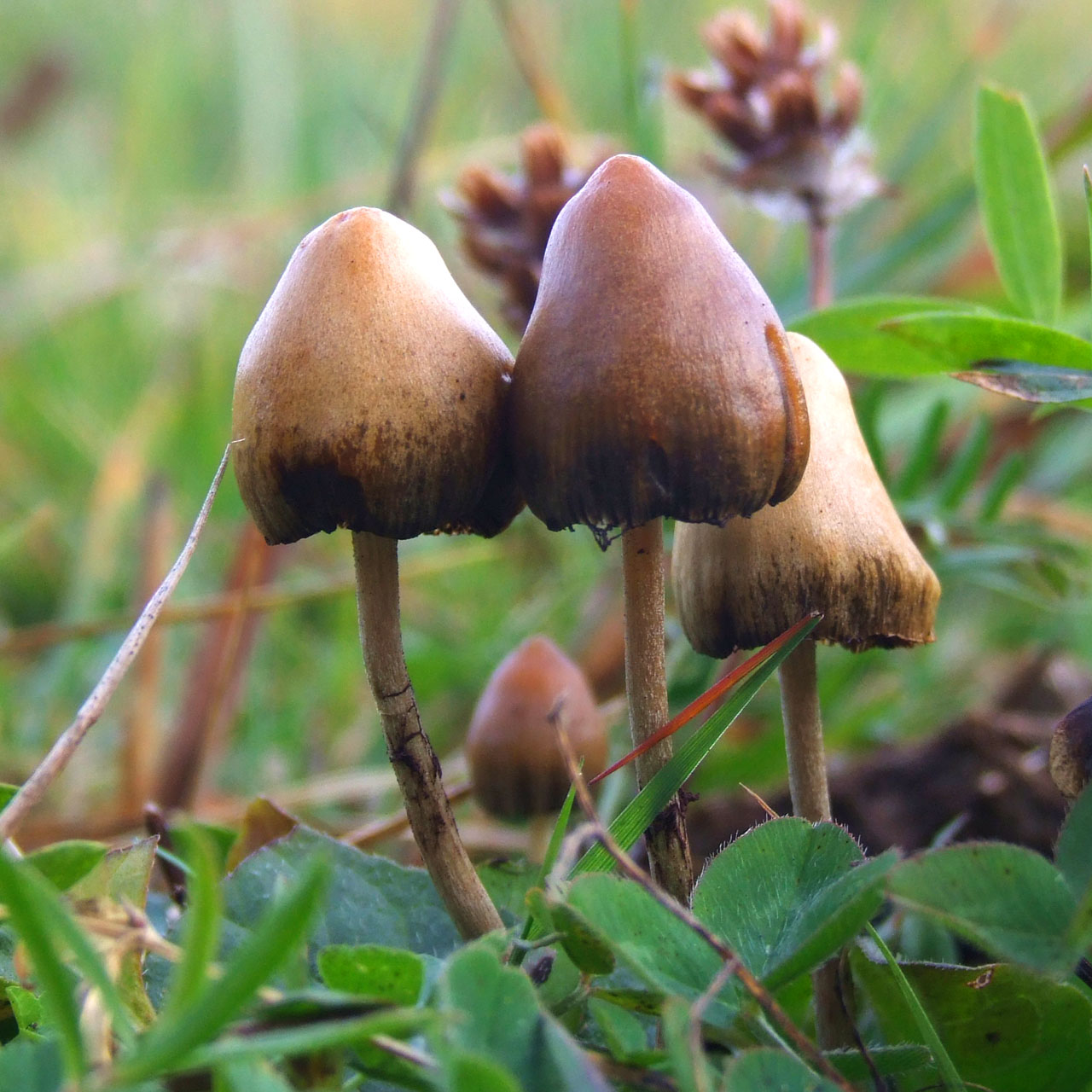
Псилоцибе полуланцетовидная

- Род Псилоцибе (Psilocybe). Описано около 140 видов этого рода. Для более чем 115 из них подтверждено наличие псилоцибина и психоактивных свойств[4][31][40]. Большинство галлюциногенных псило́цибе произрастают в естественных условиях в Америке, особенно в районе Карибского бассейна (Мексика и Центральная Америка)[31]. В России наибольшее распространение отмечается в Карелии, Республике Коми, на необрабатываемых полях в Ленинградской области.[источник не указан 1243 дня]
- Одним из наиболее изученных видов является псилоцибе кубинская (Psilocybe cubensis), хорошо поддающаяся искусственному разведению и сохраняющая психоактивность в тепличных условиях[10][41][42][43]. Содержание действующих веществ в плодовых телах этих грибов зависит от условий роста и периода плодоношения, неодинаково оно и в разных частях гриба[42]. Псилоцин, как и псилоцибин, примерно одинаково распределены в шляпке и в ножке (хоть иногда в шляпках содержится больше действующего вещества) P. cubensis[44], его содержание достигает 0,15 % от веса плодовых тел[7], а содержание псилоцибина — от 0,01 % до 1,3 %. Мицелий P. cubensis также содержит 0,01—2 % псилоцибина[41][45]. Многие виды псило́цибе содержат деметилированные аналоги псилоцибина — беоцистин[46] и норбеоцистин (впервые они были обнаружены у Psilocybe baeocystis), у некоторых обнаружены фенилэтиламин и 4-гидрокситриптамин (изомер серотонина)[24][47][48]. Содержание беоцистина и норбеоцистина невысоко и эти вещества не оказывают заметного действия, но при регулярном употреблении могут вызывать нарушения триптофанового обмена и повышение концентрации серотонина в коре головного мозга, что может привести к психическим заболеваниям[49] (см. Серотониновый синдром).
- Волоконница (Inocybe). Псилоцибин обнаружен у 5 видов[40], например, у волоконницы синевато-зелёной (Inocybe aeruginascens). Мускарин у этого вида отсутствует[33]:313—314, для большинства других волоконниц характерно наличие этого яда в смертельных количествах. У волоконницы синевато-зелёной обнаружено относительно высокое содержание беоцистина (0,21 %)[50]. Виды волоконниц очень трудно правильно определить неспециалисту.
- Гимнопил (Gymnopilus). Галлюциногенные свойства обнаружены у 14 видов[40], кроме псилоцибина некоторые виды содержат вещества, по химической структуре сходные с кавалактонами (en:Kavalactone) — действующими веществами растения перец опьяняющий (Piper methysticum)[51]. Большинство видов этого рода имеют очень горький вкус, что является характерным отличием.
- Панеолус (Panaeolus).

## Действие галлюциногенных грибов

### Действие мухоморов
Симптомы отравления мухоморами (красным, пантерным, королевским) начинают проявляться через 0,5—4 часа. Влияние на нервную систему проявляется в виде психомиметических симптомов, иногда сопровождающихся галлюцинациями. Для синдрома, вызываемого A. muscaria и A. pantherina характерны чередующиеся фазы дремоты и возбуждения, головокружение, истерия, атаксия, гиперкинезы, судороги и миоклонические вздрагивания. При засыпании может возникать усиление сновидений.
Предполагается, что мусказон, содержащийся в грибах в незначительном количестве, и менее токсичная иботеновая кислота усиливают действие мусцимола (эффект синергизма). Считалось, что мусцимол образуется в человеческом организме в результате метаболизма иботеновой кислоты, но при более поздних исследованиях в продуктах экскреции мусцимол не был обнаружен после приёма чистой иботеновой кислоты. К тому же, иботеновая кислота выводится из организма в течение 20—90 минут после орального введения, а при поедании мухоморов большинство симптомов проявляется через 1 час, а интоксикация — через 5 часов после пика экскреции иботеновой кислоты. Бо́льшая часть мусцимола выводится из организма в течение 6 часов.
Показано, что иботеновая кислота способны вызывать гибель нейронов и разрушение мозговой ткани. Такое действие связывают с активацией этими веществами NMDA-рецепторов, что приводит к повышенной выработке токсичного оксида азота (II).
Мускарин, хотя и не содержится в этих грибах в смертельных количествах, оказывает действие на парасимпатическую нервную систему, и отравление может сопровождаться диареей, тошнотой, рвотой, потением, слюно- и слезотечением.

### Действие псилоцибиновых грибов
Действие псилоцибина и псилоцина сходно с действием ЛСД, по мнению некоторых психиатров эти вещества вызывают психомиметический синдром, сходный с проявлениями шизофрении. Первые симптомы появляются через 15—20 минут после употребления псило́цибе, при приёме на сытый желудок — примерно через 2 часа. Вначале возникают ошеломлённость, тремор, эйфория, бред, беспокойство, паранойя, повышение слуховой и зрительной восприимчивости, ощущение искажения пространства и времени, нарушение восприятия скорости, освещённости и цвета, затем появляются необычные видения, галлюцинации, исчезает ощущение пространства и времени, человек как бы наблюдает за собственным телом со стороны. Как и в случае со многими другими психоделическими веществами, эффекты и ощущения от приёма псилоцибиновых грибов могут значительно различаться как среди разных людей так и в разных обстоятельствах.
Эмоциональные переживания во время трипа могут быть как позитивными, так и негативными, и их тип зависит от многих факторов: при плохом самочувствии, переутомлении может наблюдаться повышенная чувствительность к псилоцибину и возникновение негативных эмоций. При развитии псилоцибинового синдрома по негативному типу возникают чувство беспокойства, приступы ярости, агрессивность, склонность к насилию, в том числе по отношению к самому себе, бред, возможна полная потеря сознания. Могут возникать повторяющиеся приступы паники, иногда попытки самоубийства. В зависимости от дозы, интенсивность побочных эффектов может меняться, так же как и быстрота их наступления [70]. Во избежании негативного опыта, рекомендуется соблюдать некий свод правил, известный в англоязычных странах как "Set and setting". Он предполагает отведение достаточного количества времени для приёма псилоцибиновых грибов, как и осознанное огораживание от раздражающих факторов.  При позитивном типе психоделического опыта наблюдается ощущение счастья, смех, освобождение от чувства угнетённости, эротическое влечение, деперсонализация и цветовые галлюцинации, во время которых возникает ощущение перемещения в пространстве и во времени. Важную роль играют психическая уравновешенность человека и общий уровень культуры, обстоятельства, в которых находится человек во время приёма галлюциногенных грибов.
Псилоцибиновый синдром сопровождаются усилением активности симпатической нервной системы, вследствие чего наблюдается расширение зрачков, учащение сердцебиения, повышение температуры тела, изменяется проприоцептивная чувствительность, нарушается двигательная и речевая координация, а также нередко сопровождается яркими галлюцинациями. В зависимости от дозы трип может действовать от 30 минут до 8 часов. Человек, переживающий трип, в полной мере осознаёт нереальность происходящего, кроме случаев, когда дозировка настолько высока, что человек попросту не помнит, что вообще употреблял грибы.
Физическая зависимость и абстинентный синдром при употреблении псилоцибинов не развиваются, но при регулярном употреблении может возникнуть психическая зависимость. Опыты на животных показали что высокие дозировки «магических» грибов могут приводить к демиелинизации (разрушению миелиновых оболочек) и дистрофическим изменениям нейронов гиппокампа. Употребление некоторых псило́цибе, в частности P. semilanceata, может приводить к нарушениям сердечной деятельности. Согласно результатам исследования негативного влияния наркотических веществ в Великобритании, псилоцибиновые грибы являются наименее опасным наркотиком, применяемым в рекреационных целях. Другие исследователи также отмечают «поразительную нетоксичность» псилоцибина по отношению к органам человеческого тела, подчёркивая, что риски, связанные с приёмом псилоцибиновых грибов, косвенные: большие дозы могут вызывать чувство страха, что может повлечь за собой опасное поведение.

## Правовой статус
В большинстве стран оборот галлюциногенных грибов (включая их сбор, выращивание, продажу и хранение) запрещён. В России запрет оборота психогенных грибов следует из статьи 231 УК РФ («Незаконное культивирование растений, содержащих наркотические средства или психотропные вещества либо их прекурсоры»), статей 10.5, 10.5.1 КоАП РФ («Непринятие мер по уничтожению дикорастущих растений, содержащих наркотические средства или психотропные вещества либо их прекурсоры» и «Незаконное культивирование растений, содержащих наркотические средства или психотропные вещества либо их прекурсоры», соответственно), постановления Правительства РФ от 27 ноября 2010 г. № 934 и других документов.